# Capdesaso
Capdesaso – gmina w Hiszpanii, w prowincji Huesca, w Aragonii, o powierzchni 17,7 km². W 2011 roku gmina liczyła 184 mieszkańców.